# Sonate K. 367
La sonate K. 367 (F.313/L.172) en fa majeur est une œuvre pour clavier du compositeur italien Domenico Scarlatti.

## Présentation
La sonate K. 367, en fa majeur, notée Presto, forme une paire avec la sonate précédente. Comme sa consœur, elle ressemble à une étude sur les gammes et arpèges, probablement telle que celles prises pour modèle par Muzio Clementi. Ce style d'écriture évoque en effet davantage Clementi que Czerny, notamment parce que dans L'École du pianoforte, Clementi utilise de semblables dispositifs techniques pour construire de courtes pièces à usage pédagogique à l'intention de ses élèves, plutôt que des compositions. Clementi était un champion de la musique de Scarlatti : dans sa jeunesse en Angleterre, il a consacré un temps considérable à la pratique des sonates de Scarlatti et fondé une grande partie de ses propres productions sur elles, braquant sur leur virtuosité une lumière nouvelle.

## Manuscrits
Le manuscrit principal est le numéro 10 du volume VIII (Ms. 9779) de Venise (1754), copié pour Maria Barbara ; les autres sont Parme X 7 (Ms. A. G. 31415) et Münster II 12 (Sant Hs 3965). Une copie figure dans le manuscrit Fitzwilliam de Cambridge (GB-Cfm) ms. 32 F 12 (no 22) daté de 1772.

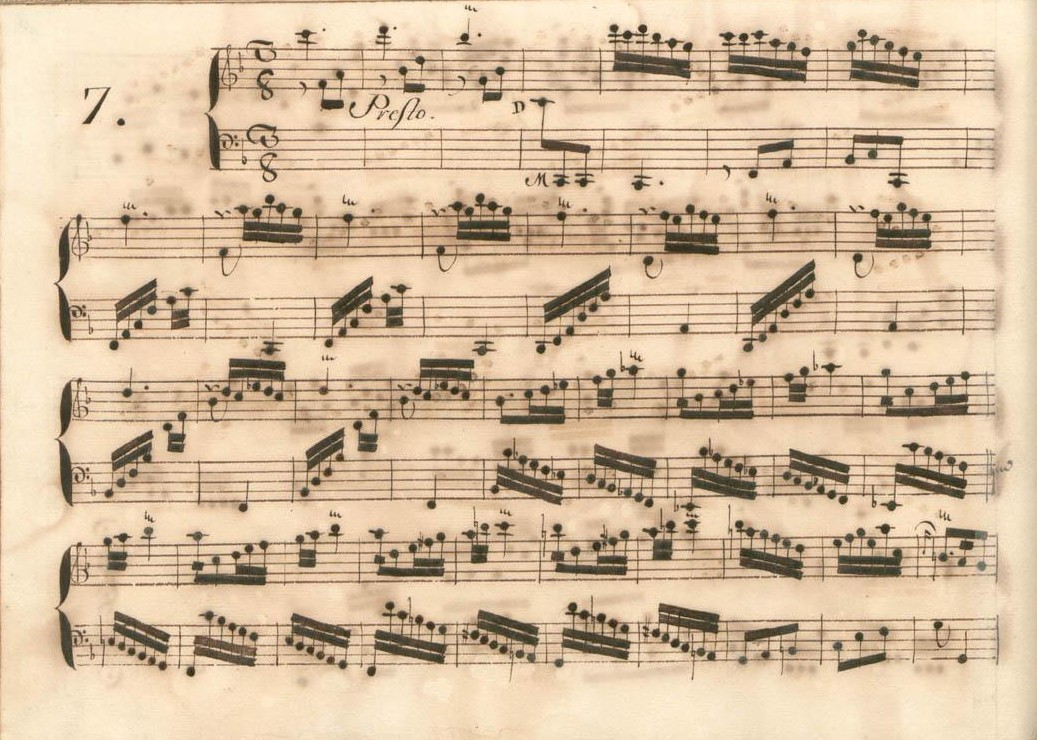
Parme X 7.
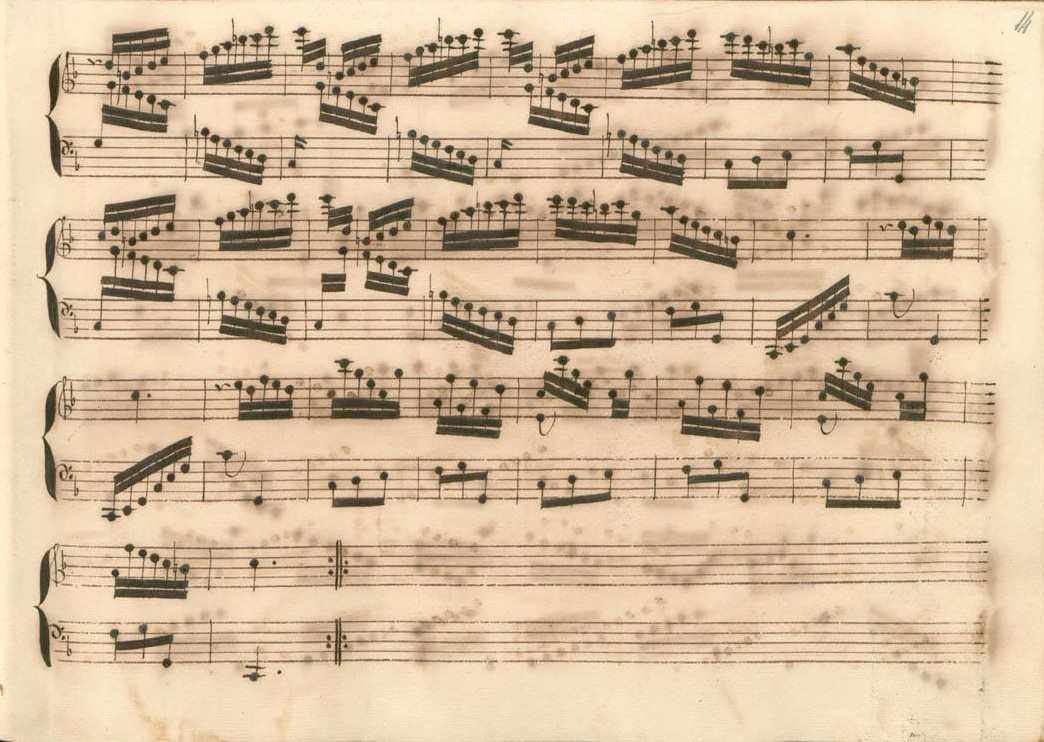
Parme X,7 (fin de la première section).
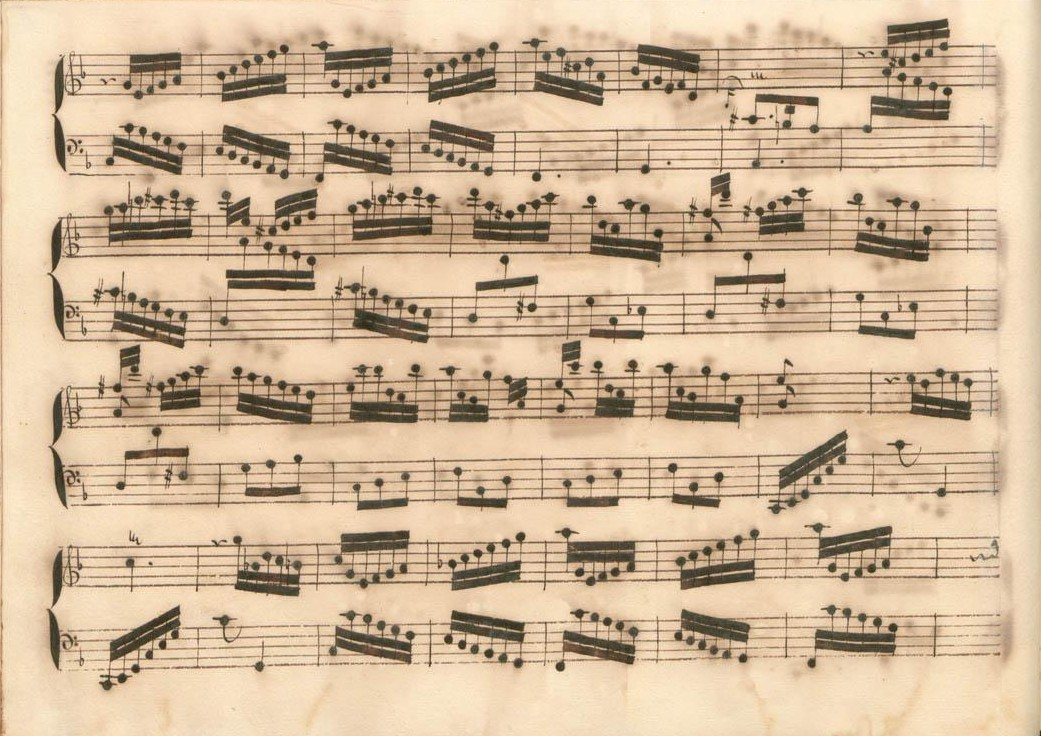
Parme X,7 (début de la seconde section).
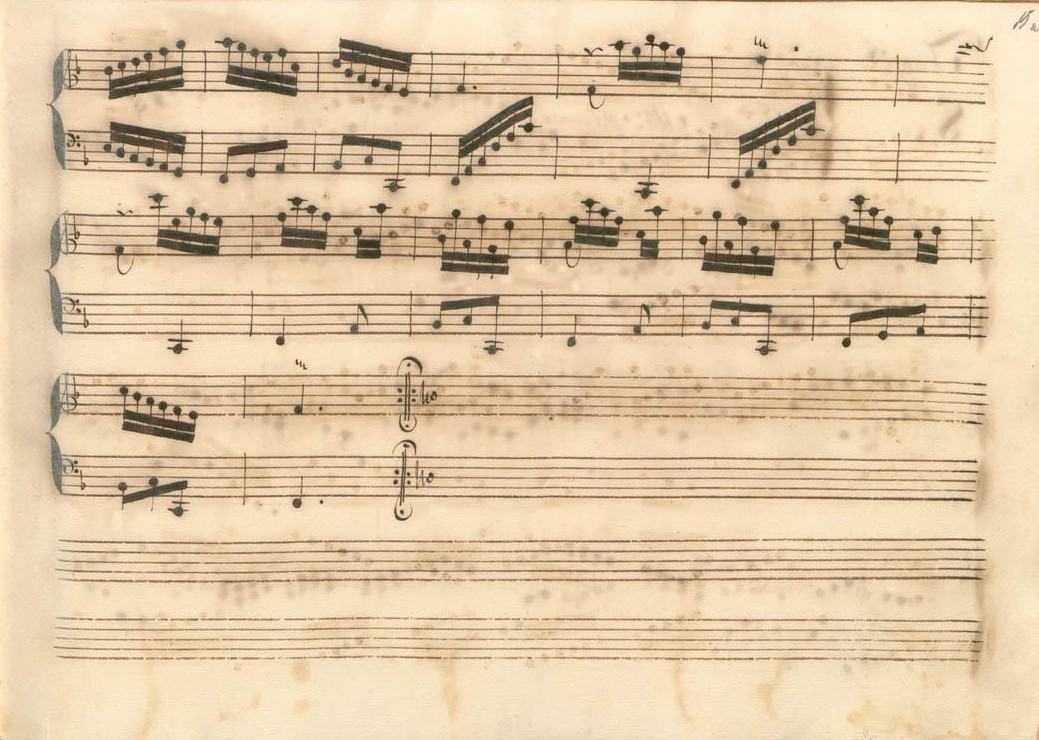
Parme X,7 (fin de la soante).

## Interprètes
La sonate K. 367 est défendue au piano, notamment par Carlo Grante (2013, Music & Arts, vol. 4) et Eylam Keshet (2016, Naxos, vol. 22) ; au clavecin, elle est jouée par Scott Ross (1985, Erato), Sergio Vartolo (1998, Sradivatius), vol. 3), Richard Lester (2003, Nimbus, vol. 3) et Pieter-Jan Belder (Brilliant Classics, vol. 8).

## Sources
: document utilisé comme source pour la rédaction de cet article.
- Ralph Kirkpatrick (trad. de l'anglais par Dennis Collins), Domenico Scarlatti, Paris, Lattès, coll. « Musique et Musiciens », 1982 (1re éd. 1953 (en)), 493 p. (ISBN 978-2-7096-0118-4, OCLC 954954205, BNF 34689181).
- Alain de Chambure, « Domenico Scarlatti, Intégrale des sonates — Scott Ross », Erato/Éditions Costallat (2564-62092-2 (livret : 2292-45309-2)), 1985 (OCLC 891183737) .
- (en) Carlo Grante, « Domenico Scarlatti, intégrale des sonates pour clavier (vol. 4) », Music & Arts (CD-1293), 2016 (OCLC 1020680576) .
- (es) Celestino Yáñez Navarro (thèse), Nuevas aportaciones para el estudio de las sonatas de Domenico Scarlatti. Los manuscritos del Archivo de Música de las Catedrales de Zaragoza, Université autonome de Barcelone, 2016 (lire en ligne)